# نعمان الاسفل (بني ضبيان)

تعديل مصدري - تعديل

نعمان الاسفل هي إحدى قرى عزلة بني ضبيان بمديرية بني ضبيان التابعة لمحافظة صنعاء، بلغ تعداد سكانها 83 نسمة حسب تعداد اليمن لعام 2004.